# يوهان فيلهلم (ناخب بالاتينات)
يوهان فيلهلم (الألمانية:Johann Wilhelm؛ الألمانية الدنيا:John William؛ 19 أبريل 1716 -8 يونيو 1658) يعتبر هو أحد أفراد سلالة فيتلسباخ بحيث كان ناخب بالاتينات (1690-1716)؛ وكونت بالاتينات-نيوبورغ ( 1690-1716)، دوق يوليش وبيرغ (1679-1716)، ودوق بالاتينات العليا وكام (1707-1714)، منذ عام 1697 أصبح كونت ميغين.

## السيرة الذاتية
يعتبر يوهان فيلهلم نجل فيليب فيلهلم، ناخب بالاتينات وإليزابيث أمالي من هسن-دارمشتات ولد في دوسلدورف حيث كان والديه يقيما هناك، بدلاً من هايدلبرغ العاصمة التقليدية التي دمرت إلى حد كبير من قبل القوات الفرنسية خلال حرب التسع أعوام، تلقى تعليمه من قبل اليسوعيون، وفي 1674 قام بجولة كبرى إلى إيطاليا.
في 1678 تزوج من الأرشيدوقة ماريا آنا يوزفا النمساوية ابنة الإمبراطور فرديناند الثالث وزوجته الثالثة إليونورا غونزاغا، وبعد وفاتها عام 1689، تزوج من آنا ماريا لويزا دي ميديشي ابنة كوزيمو الثالث، دوق توسكانا الأكبر، كان من أشقائه الأمير الناخب فرانتس لودفيغ، وأيضا شقيقاته كانوا متزوجات من الإمبراطور ليوبولد الأول وبيدرو الثاني ملك البرتغال وكارلوس الثاني ملك إسبانيا.
تنازل والده له عن دوقية يوليش وبيرغ بالفعل في 1679 قبل أن يصبح أخيراً ناخب بالاتينات منذ 1690، وخلال صلح رايسفايك في 1697 استعاد الكثير من ممتلكاته التي احتلت من قبل الفرنسيين، مع اشتراط ألا يعودوا ناخبون بالاتينات إلى البروتستانتية فإن هذا الشرط لم يجعل له شعبية في بالاتينات وخاصة مع رعاياه البروتستانت، يوهان فيلهلم أعلن التسامح الديني عام 1705 بتحريض من عشيقته دوروثيا فون فيلين.
خلال حرب الخلافة الإسبانية تلقى يوهان فيلهلم أيضا بعض المقاطعات البافارية في بالاتينات العليا ولكنه عادت إلى بافاريا في 1714، توفي يوهان فيلهلم في دوسلدورف ودفن في كنيسة القديس أندرياس، بسبب عدم وجود له وريث، خلف يوهان فيلهلم شقيقه كارل فيليب الثالث، ناخب بالاتينات، أيضا كان راعي جيد للفنون والعلوم·